# Джефферсон Майя
Джефферсон Вальтер Майя Фігероа (ісп. Jefferson Walter Mayea Figueroa; нар. 14 жовтня 1988) — еквадорський борець вільного та греко-римського стилів, дворазовий бронзовий призер Панамериканських чемпіонатів, чемпіон, срібний та бронзовий призер чемпіонатів Південної Америки, срібний призер Боліваріанських ігор.

## Життєпис
Боротьбою почав займатися з 2002 року. У 2007 році став бронзовим призером Панамериканського чемпіонату серед юніорів. Наступного року на цих же змаганнях здобув чемпіонський титул.
Виступає за борцівський клуб «Pastaza».

## Спортивні результати на міжнародних змаганнях

### Виступи на Панамериканських чемпіонатах
| Змагання                                   | Збірна  | Вагова категорія                 | Місце  |
| ------------------------------------------ | ------- | -------------------------------- | ------ |
| Панамериканський чемпіонат з боротьби 2011 | Еквадор | греко-римська боротьба, до 55 кг | 9      |
| Панамериканський чемпіонат з боротьби 2012 | Еквадор | вільна боротьба, до 55 кг        | 5      |
| Панамериканський чемпіонат з боротьби 2012 | Еквадор | греко-римська боротьба, до 55 кг | 4      |
| Панамериканський чемпіонат з боротьби 2014 | Еквадор | вільна боротьба, до 61 кг        | Бронза |
| Панамериканський чемпіонат з боротьби 2014 | Еквадор | греко-римська боротьба, до 59 кг | 11     |
| Панамериканський чемпіонат з боротьби 2015 | Еквадор | вільна боротьба, до 57 кг        | Бронза |
| Панамериканський чемпіонат з боротьби 2016 | Еквадор | вільна боротьба, до 61 кг        | 5      |

### Виступи на Чемпіонатах Південної Америки
| Змагання                                    | Збірна  | Вагова категорія                 | Місце  |
| ------------------------------------------- | ------- | -------------------------------- | ------ |
| Чемпіонат Південної Америки з боротьби 2011 | Еквадор | греко-римська боротьба, до 55 кг | Золото |
| Чемпіонат Південної Америки з боротьби 2011 | Еквадор | вільна боротьба, до 60 кг        | Срібло |
| Чемпіонат Південної Америки з боротьби 2012 | Еквадор | греко-римська боротьба, до 55 кг | Бронза |

### Виступи на Боліваріанських іграх
| Змагання                 | Збірна  | Вагова категорія                 | Місце  |
| ------------------------ | ------- | -------------------------------- | ------ |
| Боліваріанські ігри 2013 | Еквадор | греко-римська боротьба, до 55 кг | Срібло |

### Виступи на інших змаганнях
| Змагання                                                               | Збірна  | Вагова категорія                 | Місце  |
| ---------------------------------------------------------------------- | ------- | -------------------------------- | ------ |
| Кубок Гранми з боротьби 2011                                           | Еквадор | греко-римська боротьба, до 55 кг | 5      |
| Олімпійський кваліфікаційний турнір з боротьби 2012 (Кіссіммі-Орландо) | Еквадор | греко-римська боротьба, до 55 кг | 4      |
| Cerro Pelado International 2013                                        | Еквадор | греко-римська боротьба, до 55 кг | 5      |
| Гран-прі Іспанії з боротьби 2013                                       | Еквадор | греко-римська боротьба, до 55 кг | Бронза |
| Олімпійський кваліфікаційний турнір з боротьби 2016 (Фріско)           | Еквадор | вільна боротьба, до 57 кг        | 5      |

### Виступи на змаганнях молодших вікових груп
| Змагання                                                 | Збірна  | Вагова категорія                 | Місце  |
| -------------------------------------------------------- | ------- | -------------------------------- | ------ |
| Панамериканський чемпіонат з боротьби серед юніорів 2007 | Еквадор | греко-римська боротьба, до 50 кг | Бронза |
| Панамериканський чемпіонат з боротьби серед юніорів 2008 | Еквадор | греко-римська боротьба, до 50 кг | Золото |
| Чемпіонат світу з боротьби серед юніорів 2008            | Еквадор | греко-римська боротьба, до 50 кг | 17     |